# 凯莉·卢卡斯
凯莉·卢卡斯（英語：Kellie Lucas，1978年3月31日—），澳大利亚女子羽毛球运动员。她曾代表澳大利亚参加1998年、2002年和2006年英联邦运动会羽毛球比赛，其中1998年英联邦运动会获得一枚铜牌。